# Камподея стафіліноподібна
Камподея стафіліноподібна (Campodea staphylinus) — вид прихованощелепних комах ряду двохвостів (Diplura).

## Опис
Тіло видовжене, жовтувато-біле, вкрите волосками. Довжина тіла 4,0–5,0 мм. Голова маленька, вусики довгі, ротовий апарат гризучий, очей нема. Черевце 10-членникове, на кінці з нитчастими церками. Церки вкриті довгими гладкими макрощетинками. Живе у ґрунті, лісовій підстилці, гниючій деревині тощо.